# بخش مرکزی شهرستان بهاباد
بخش مرکزی شهرستان بهاباد از توابع شهرستان بهاباد استان یزد ایران است.

## تقسیمات کشوری
- بخش مرکزی شهرستان بهاباد
  - دهستان جلگه
  - دهستان بنستان

شهر: بهاباد

## جمعیت
بنابر سرشماری مرکز آمار ایران، جمعیت بخش مرکزی شهرستان بهاباد در سال ۱۳۸۵ برابر با ۱۰۹۸۴ نفر برآورد می‌شود.